# Until I Die
Singles de September
Can't Get Over
(2007) Because I Love You
(2008)
Until I Die est une chanson de l'artiste suédoise September sortie pour la première fois 2007. en Europe sous le label Catchy Tunes. Single extrait du 3e album Dancing Shoes, la chanson a été écrite par Anoo Bhagavan, Jonas von der Burg and Niklas von der Burg. La chanson est produite par Jonas von der Burg.
Le label discographique Hard2Beat Records annonce la sortie single au Royaume-Uni le 27 juillet 2009 extrait de l'album Cry For You - The Album. Cependant la sortie est annulé en raison du manque de diffusion dans les radios anglaise. Les rumeurs circulent sur internet selon quoi le single est annulé dès que le label Hard3Beat a appris que BBC Radio 1 n'a pas fait entrer le single dans sa playlist,.

## Formats et liste des pistes
Les différents formats de Until I Die sont sortis sous les labels suivants : 
- Catchy Tunes (2007)
- Silver Angel Records (2008)
- Hard2Beat Records (2009)

Suède CD Single
(CATCHY #080; Released 7 novembre 2007)
1. "Until I Die" (Radio edit) – 3:46
2. "Until I Die" (Extended mix) – 6:09
3. "Until I Die" (Short club mix) – 3:53
4. "Until I Die" (Long club mix) – 6:47

Pays-Bas CD Single
1. "Until I Die" (Radio Edit) 3:42
2. "Until I Die" (Extended) 6:04
3. "Until I Die" (Jakal Short Clubmix) 3:48
4. "Until I Die" (Jakal Long Clubmix) 6:26

UK CD Promo
1. "Until I Die" (UK Radio Edit)
2. "Until I Die" (The Real Booty Babes Edit)
3. "Until I Die" (Jason Nevins Edit)
4. "Until I Die" (Feed Me Remix)
5. "Until I Die" (The Real Booty Babes Trance Remix)
6. "Until I Die" (Jason Nevins Remix)
7. "Until I Die" (Dave Ramone Club Mix)

## Classement par pays
| Classement (2007-2009)             | Meilleure position |
| ---------------------------------- | ------------------ |
| Tchéquie (IFPI Rádio)              | 30                 |
| Finlande (Suomen virallinen lista) | 6                  |
| Pays-Bas (Single Top 100)          | 91                 |
| Roumanie (Romanian Top 100)        | 29                 |
| Slovaquie (IFPI Rádio)             | 25                 |
| Suède (Sverigetopplistan)          | 5                  |

## Crédits et personnels
Les personnes suivantes ont contribué à Until I Die :
- September – Chanteuse, backing vocals
- Anoo Bhagavan, Jeanette von der Burg – backing vocals
- Jonas von der Burg – production, mixage audio, keyboards, programmation
- Björn Axelsson, Niklas von der Burg – additional keyboards
- Björn Engelmann – Cutting Room Studios mastering
- Michel Petré – photographe
- Andrea Kellerman – artwork